# William Bathurst (5e comte Bathurst)
William Lennox Bathurst, 5e comte Bathurst (14 février 1791 - 24 février 1878), est un pair britannique, un député conservateur et un fonctionnaire.

## Biographie
Il est le deuxième fils de Henry Bathurst (3e comte Bathurst), et de son épouse Georgina Lennox. Il fait ses études à Christ Church, Oxford, où il obtient une maîtrise ès arts en 1812. La même année, âgé de vingt et un ans, il est élu à la Chambre des communes comme l'un des deux représentants de Weobley (succédant à son frère aîné Henry Bathurst (4e comte Bathurst)), siège qu'il occupe jusqu'en 1816. Il retourne ensuite à Christ Church et obtient un baccalauréat ès arts en 1817. En 1821, il est admis au Barreau à Lincoln's Inn. Bathurst est caissier adjoint de l'Échiquier entre 1816 et 1830 et commissaire à l'avitaillement de la Royal Navy entre 1825 et 1829 et est co-secrétaire de la Chambre de commerce de 1830 à 1847 et cogreffier du Conseil privé de 1830 à 1860. En 1866, âgé de soixante-quinze ans, il succède à son frère aîné au comté et entre à la Chambre des lords.
Lord Bathurst est décédé en février 1878, à l'âge de quatre-vingt-sept ans. Il ne s'est jamais marié et est remplacé dans ses titres par son neveu Allen.